# در مرز (مجموعه تلویزیونی ارمنستانی)
در مرز (ارمنی: Սահմանին Sahmanin; انگلیسی: On the border) یک مجموعه تلویزیونی درام اکشن ارمنستانی ۴۵–۵۰ دقیقه‌ای محصول سال ۲۰۱۵ کشور ارمنستان به کارگردانی رومن موشقیان،  می‌باشد. این مجموعه از روز ۵ دسامبر ۲۰۱۵ از شانت تی‌وی شروع به نمایش درآمد. بیشتر داستان این مجموعه در ارمنستان و جمهوری آرتساخ عمدتاً در مرز جمهوری آرتساخ و آذربایجان اتفاق می‌افتد.

## بازیگران

### نقش‌های اصلی
- آشوت تر-ماتئوسیان
- رزی آوتیسووا[الف]
- ادگار ایگیتیان[ب]
- داویت آفریکیان[پ]
- آرمان وارطانیان (هنرپیشه)[ت][۱]

### نقش‌های دوره‌ای
- رودولف قوندیان[ث]
- آرتاک آیوازیان[ج]
- آرمن سوقویان[چ]
- سارگیس گریگوریان (بازیگر)[ح]
- سورن توماسیان (هنرپیشه)[خ]
- گاریک چپچیان
- خاچیک قازاریان[د]
- هوواک گالویان
- گنل اولیخانیان[ذ]
- سبوه آپییان[ر]
- اینا خوجامیریان[ز]
- هایک مانوکیان[ژ]
- نارک آقابابایان[س]
- کارن تجاقاریان[ش]
- آرمن سارگسیان (هنرپیشه)[ص]
- داویت آقاجانیان[ض]
- سوفیا بوغوسیان

## یادداشت
1. ↑  Rozi Avetisova
2. ↑  Edgar Igityan
3. ↑  David Afrikian
4. ↑  Arman Vardanyan
5. ↑  Rudolph Ghevondyan
6. ↑  Artak Aivazyan
7. ↑  Armen Soghoyan
8. ↑  Sargis Grigoryan
9. ↑  Suren Tumasyan
10. ↑  Khachik Ghazaryan
11. ↑  Gnel Ulikhanyan
12. ↑  Sepuh Apiyan
13. ↑  Inna Khojamiryan
14. ↑  Hayk Manukyan
15. ↑  Narek Aghababyan
16. ↑  Karen Tjagharyan
17. ↑  Armen Sargsyan
18. ↑  Davit Aghajanyan